# Parada de Albufereta (TRAM Alicante)
Albufereta es una parada del TRAM Metropolitano de Alicante donde prestan servicio  las líneas 3, 4 y 5. Está situada en el barrio de Albufereta.

## Localización y características
Se encuentra ubicada entre las calles Vial Flora España y Cronos, desde las que se puede acceder. En esta parada se detienen los tranvías de las líneas 3, 4 y 5. Dispone de dos andenes y dos vías.

## Líneas y conexiones
| << Cabecera    | < Estación | Línea | Estación > | Cabecera >>        |
| -------------- | ---------- | ----- | ---------- | ------------------ |
| Luceros        | La Isleta  |       | Lucentum   | Campello           |
| Luceros        | La Isleta  |       | Lucentum   | Plaza de La Coruña |
| Puerta del Mar | La Isleta  |       | Lucentum   | Plaza de La Coruña |